# Fünf Melodien für Violine und Klavier (Prokofjew)
Fünf Melodien op. 35a für Violine und Klavier ist ein kammermusikalisches Werk des russischen Komponisten Sergej Prokofjew von 1925, das auf einer Transkription der Fünf Lieder ohne Worte op. 35 basierte.

## Hintergrund
Die Fünf Melodien op. 35a für Violine und Klavier sind eine Umarbeitung der Fünf Lieder ohne Worte, die Prokofjew 1920 komponiert und der russischen Sängerin Nina Koschlitz gewidmet hatte, einen Zyklus von Vokalisen, die mit der melodischen Auffassung von Rachmaninow in Verbindung stehen. Die Fünf Melodien sind „typisch für die Musik von Prokofjew: bald auserlesen, expressiv, bald geistreich scherzend, bald von zielstrebiger Motorik.“ Eines der Fünf Lieder oder Melodien, die Nr. 4, A-Dur, arbeitete Prokofjew auch für Klavier um und integrierte es in den Zyklus der Sechs Transkriptionen, op. 52.